# مؤسسة نانسي أولدفيلد
مؤسسة نانسي أولدفيلد هي مؤسسة خيرية وجمعية مختصة بالممرات المائية، مسجلة في نورفولك بشرق أنجليا في إنجلترا، تحت رقم 1068549.
يقع مقرها في قرية نيتيسهيد على نهر نورفولك برودز، وتقدم فرصًا لركوب القوارب وممارسة الأنشطة المائية للأشخاص ذوي الإعاقة والمحرومين من جميع أنحاء المملكة المتحدة. تأسست المؤسسة عام 1984 على يد ريتشارد كينيون تكريمًا لذكرى والديه.
تشغل المؤسسة ثلاث سفن سياحية آلية، إحداها كهربائية، إلى جانب سبعة يخوت شراعية وعدد من الزوارق، جميعها مزودة بمعدات مساعدة مثل المصاعد للكراسي المتحركة والرافعات لتيسير الوصول.
كما توفر المؤسسة مركزًا سكنيًا وقاعدة عائمة تُعرف باسم "The Ark" على بحيرة بارتون برود، حيث يمكن للزوار صيد الأسماك في الموسم والاستمتاع بمراقبة الطيور.
يشرف على الأنشطة موظفون مدربون من جمعية اليخوت الملكية (RYA) إلى جانب 40 متطوعًا. وتعد المؤسسة مركز تدريب معتمد من جمعية اليخوت الملكية، حيث تُقدَّم دورات تدريبية على الإبحار على مدار العام تؤهل المتدربين للحصول على مؤهلات الجمعية.

## الروابط الخارجية
- موقع هيئة برودز، قارب ركاب جديد لمؤسسة نانسي أولدفيلد نسخة محفوظة 20 نوفمبر 2008 على موقع واي باك مشين.
- موقع MENCAP، مدخل لمؤسسة نانسي أولدفيلد نسخة محفوظة 18 مايو 2011 على موقع واي باك مشين.
- بيان صحفي صادر عن شراكة الصحة العقلية في نورفولك ووافيني، مؤسسة نانسي أولدفيلد نسخة محفوظة 10 يوليو 2009 على موقع واي باك مشين.